# Cannondale
Pour le constructeur de vélos, voir Cannondale Bicycle Corporation.
 (juin 2023).
Si vous disposez d'ouvrages ou d'articles de référence ou si vous connaissez des sites web de qualité traitant du thème abordé ici, merci de compléter l'article en donnant les références utiles à sa vérifiabilité et en les liant à la section « Notes et références ».

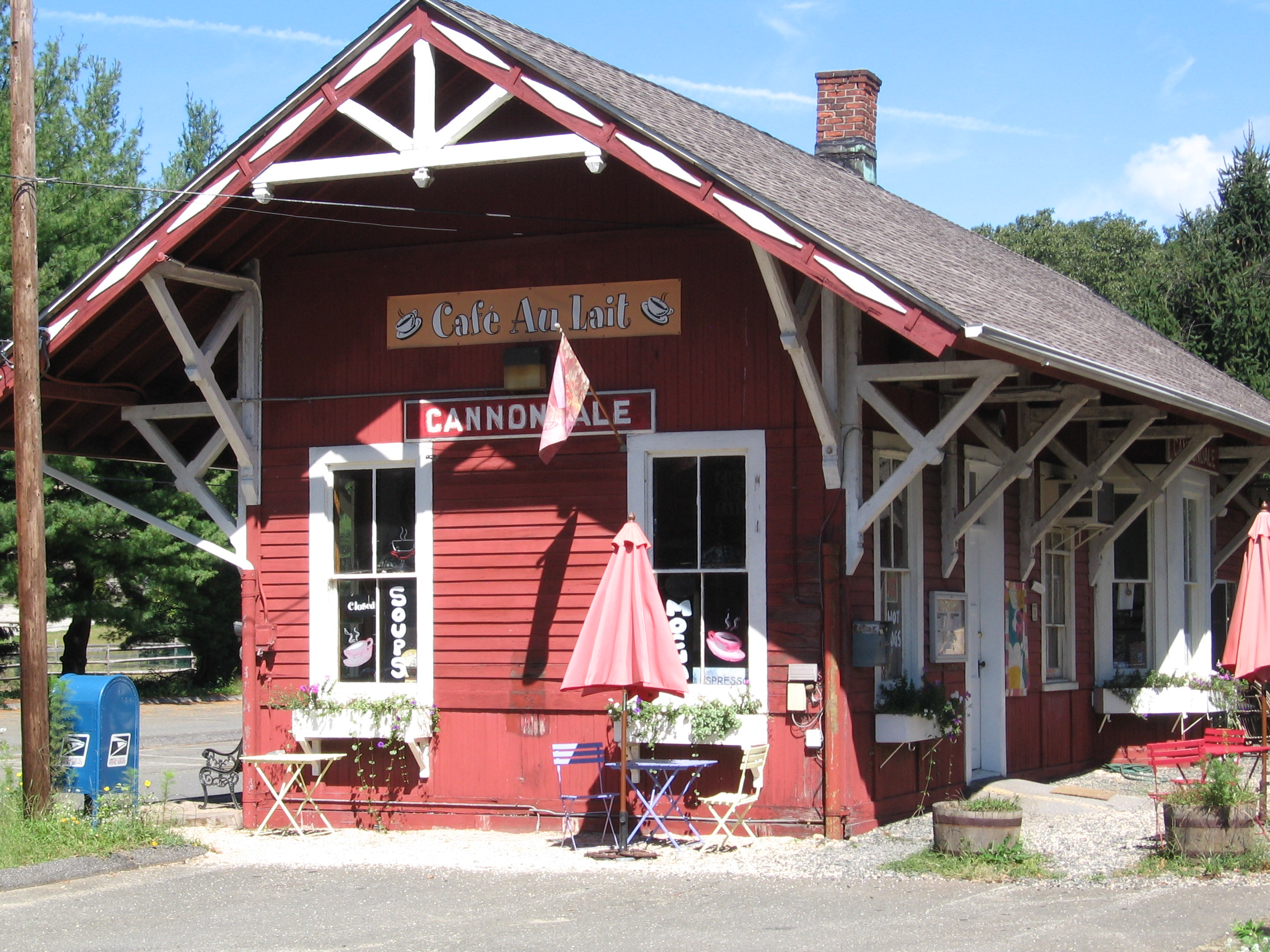
La gare de Cannondale.

Cannondale est une localité des États-Unis située dans la ville de Wilton, dans le Connecticut. Elle abrite la gare de Cannondale du Metro-North Railroad, qui aurait donné son nom au constructeur de vélos Cannondale Bicycle Corporation.
Le sténographe John Robert Gregg (1867-1948) y est décédé.